# Исландия на зимних Олимпийских играх 1980
Исландия принимала участие в Зимних Олимпийских играх 1980 года в Лейк-Плэсиде (США), но не завоевала ни одной медали. 

## Результаты соревнований

### Горнолыжный спорт
Спортсменов — 3
Мужчины
| Соревнование      | Спортсмены        | Скоростной спуск/ 1 спуск | Скоростной спуск/ 1 спуск | Слалом/ 2 спуск | Слалом/ 2 спуск | Всего   | Место |
| Соревнование      | Спортсмены        | Время                     | Место                     | Время           | Место           | Всего   | Место |
| ----------------- | ----------------- | ------------------------- | ------------------------- | --------------- | --------------- | ------- | ----- |
| Гигантский слалом | Бьёрн Ольгейрссон | DNF                       | DNF                       | DNF             | DNF             | DNF     | DNF   |
| Гигантский слалом | Сигюрдюр Йоунссон | 1:27,33                   | 42                        | 1:26,46         | 32              | 2:53,79 | 35    |
| Слалом            | Бьёрн Ольгейрссон | DNF                       | DNF                       | DNF             | DNF             | DNF     | DNF   |
| Слалом            | Сигюрдюр Йоунссон | DNF                       | DNF                       | DNF             | DNF             | DNF     | DNF   |

Женщины
| Соревнование      | Спортсменки              | Скоростной спуск/ 1 спуск | Скоростной спуск/ 1 спуск | Слалом/ 2 спуск | Слалом/ 2 спуск | Всего   | Место |
| Соревнование      | Спортсменки              | Время                     | Место                     | Время           | Место           | Всего   | Место |
| ----------------- | ------------------------ | ------------------------- | ------------------------- | --------------- | --------------- | ------- | ----- |
| Гигантский слалом | Стейнюнн Саймюндсдоуттир | 1:23,52                   | 35                        | 1:35,89         | 28              | 2:59,41 | 29    |
| Слалом            | Стейнюнн Саймюндсдоуттир | 46,50                     | 19                        | DNF             | DNF             | DNF     | DNF   |

### Лыжные гонки
Спортсменов — 3
Мужчины
| Соревнование | Спортсмены           | Результат  | Место |
| ------------ | -------------------- | ---------- | ----- |
| 15 км        | Ингоульфюр Йоунссон  | 50:51,50   | 54    |
| 15 км        | Трёстюр Йоуханнессон | 49:37,75   | 51    |
| 15 км        | Хёйкюр Сигурдссон    | 47:44,00   | 47    |
| 30 км        | Ингоульфюр Йоунссон  | 1:45:55,26 | 48    |
| 30 км        | Трёстюр Йоуханнессон | DNF        | —     |
| 30 км        | Хёйкюр Сигурдссон    | DNF        | —     |